# (9969) Braille
(9969) Braille est un petit astéroïde de la ceinture principale croisant l'orbite de Mars. Il a été découvert le 27 mai 1992 par Eleanor Francis Helin et Kenneth J. Lawrence à l'observatoire Palomar et nommé d'après Louis Braille, l'inventeur de l'alphabet pour non-voyants. Braille mesure 2,2 sur 0,6 kilomètres. Tout comme (4) Vesta, il fait partie du type V. Certains astronomes ont suggéré qu'il pouvait s'agir d'un morceau de Vesta détaché après un impact.
Le 29 juillet 1999, la sonde spatiale Deep Space 1 est passée à 26 kilomètres de l'astéroïde. Des problèmes techniques avec la caméra de bord ne permirent de récupérer que des clichés flous, mais qui permettent de deviner approximativement sa forme.

Orbite de Braille.